# Guerra della fame
La guerra della fame o guerra della carestia fu un breve conflitto tra il Regno di Polonia, alleato con il Granducato di Lituania, contro i Cavalieri Teutonici nell'estate del 1414 nel tentativo di risolvere delle contese territoriali. La guerra ha preso il nome dalla tattica della terra bruciata utilizzata da entrambi gli schieramenti. Mentre il conflitto finì senza importanti risultati politici, si estesero in Prussia carestie e epidemie. Secondo Johann von Posilge, 86 cavalieri teutonici morirono per le epidemie successive alla guerra. Al confronto, più di 200 cavalieri perirono nella battaglia di Grunwald del 1410, una delle battaglie più grandi nella storia dell'Europa medievale.

## Contesto

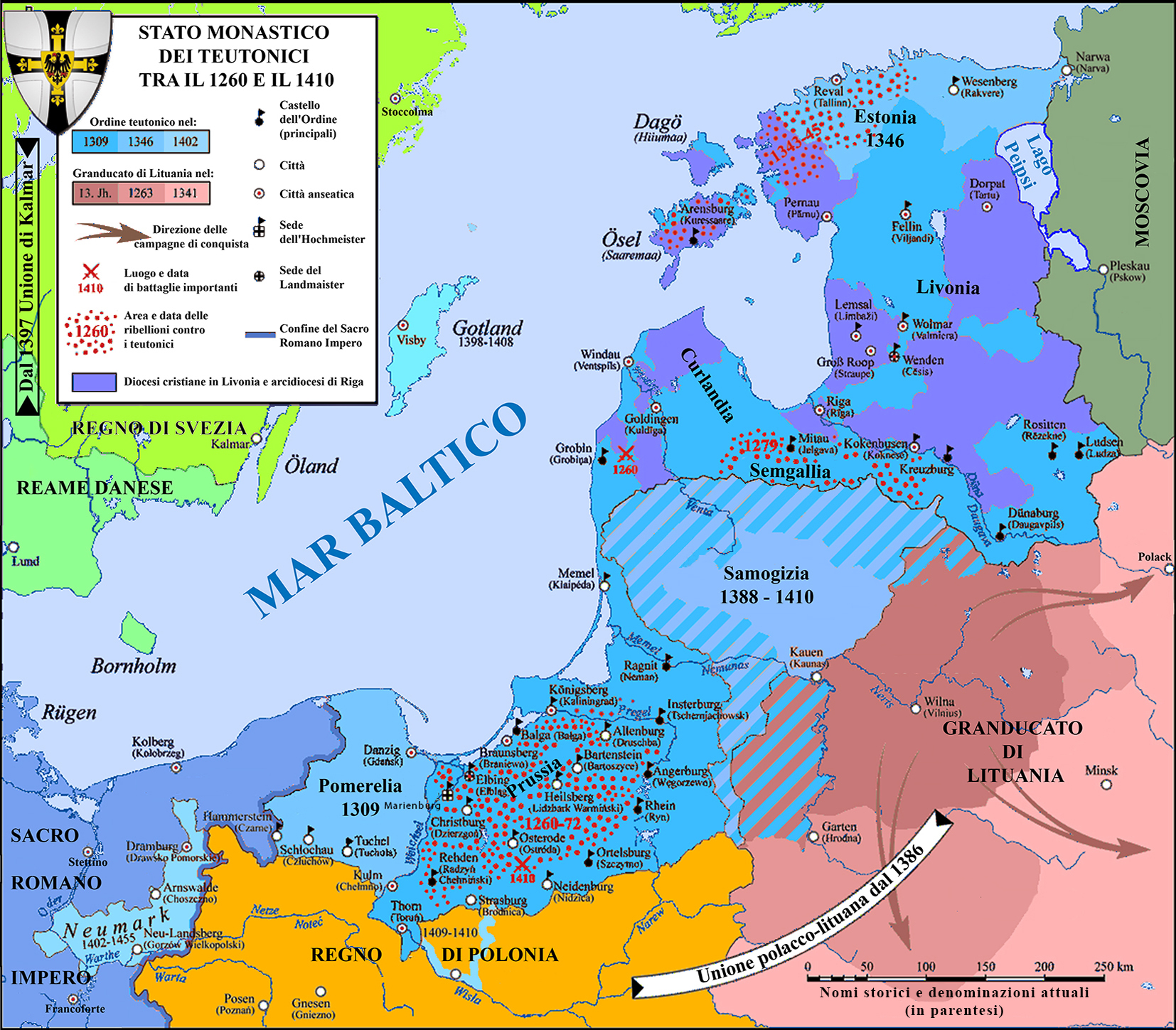
Lo Stato monastico e il suo confine con il Regno di Polonia nel 1410

La fine della guerra polacco-lituano-teutonica del 1410–1411 non risolse tutti i problemi tra il Granducato di Lituania e i Cavalieri Teutonici. La questione più controversa era quella del confine tra la Samogizia e la Prussia. Il granduca di Lituania Vitoldo rivendicava l'intera riva destra del fiume Nemunas, compresa la città di Memel (Klaipėda). I Cavalieri pretendevano che, dopo le morti di Vitoldo e di Jogaila, il re polacco, la Samogizia passasse a loro. Sigismondo di Lussemburgo accettò di mediare la disputa e inviò Benedict Makrai ad ascoltare le ragioni dei due schieramenti. Il 3 maggio 1413, Benedict giunse alla decisione di concedere la riva destra del fiume Nemunas, Memel compresa, alla Lituania. I Cavalieri rifiutarono la decisione e il Gran maestro Heinrich von Plauen mandò le armate teutoniche nella Polonia settentrionale. L'esercito, comandato da Michael Küchmeister von Sternberg, ritornò in Prussia dopo solo 16 giorni di campagna. I cavalieri non credevano che l'Ordine, che doveva ancora riprendersi dalla sconfitta nella battaglia di Grunwald del 1410, fosse pronto per un'altra guerra contro la Polonia. Küchmeister depose von Plauen e divenne il Gran maestro. Tentò di riaprire le negoziazioni con la Polonia nel maggio del 1414. Dato che il re Jogaila pretendeva la reintegrazione di von Plauen e rifiutava ogni tentativo di compromesso, le negoziazioni si interruppero.

## La guerra
Nell'estate del 1414, gli eserciti del re Jogaila e del granduca Vitoldo invasero la Prussia, territorio sotto il controllo dello stato monastico. Superarono Osterode (Ostróda) nella Varmia, saccheggiando villaggi e bruciando i raccolti. I Cavalieri teutonici scelsero di concentrare la loro difesa nella terra di Chełmno; dopo essersi accorti della superiorità delle forze avversarie, rimasero nei loro castelli e rifiutarono di ingaggiare una battaglia campale. Küchmeister adoperò la tattica della terra bruciata sperando di privare gli eserciti invasori di cibo e di rifornimenti, provocando nella regione carestie e epidemie. Gli stessi invasori non vollero o non riuscirono a conquistare una vittoria decisiva con lunghi assedi dei castelli teutonici. Il legato pontificio Guglielmo di Losanna propose di risolvere il conflitto per mezzo della diplomazia: in ottobre fu firmato a Strasburg (ora Brodnica) un armistizio di due anni. Jogaila e Vitoldo accettarono di presentare le loro ragioni al Concilio di Costanza. Tuttavia, le contese territoriali rimasero irrisolte fino al trattato di Melno del 1422.